# Saurita arimensis
Saurita arimensis là một loài bướm đêm thuộc phân họ Arctiinae. Loài này được Henry Fleming mô tả năm 1957. Loài này có ở Trinidad.